# Göygöl (See)

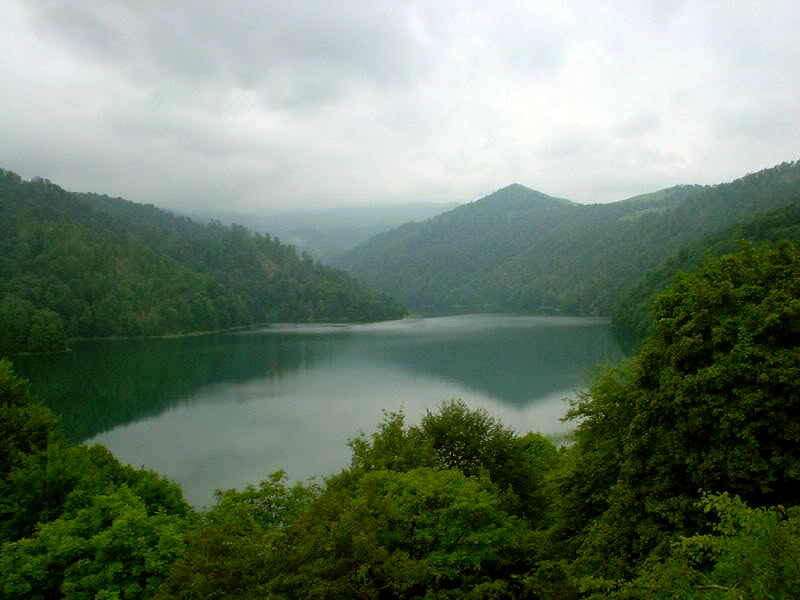
Göygöl, See in Aserbaidschan

Der Göygöl (wörtlich aus dem Aserbaidschanischen: Blauer See) ist ein natürlich aufgestauter See in Aserbaidschan. Er liegt am Fuße des Murovdağ, des höchsten Gebirgszugs im Kleinen Kaukasus, nahe der Stadt Gəncə.

## Geschichte
Aufgrund eines Erdbebens am 25. September 1139 stürzten Geröll und Gesteinsmassen des Kəpəz, eines Bergs im Kleinen Kaukasus, in den Fluss Kürəkçay. Aufgrund der vollständigen Unterbrechung des Wasserlaufs bildete sich auf natürlichem Wege ein See reinen Bergwassers. Die nahe gelegene Stadt Chanlar wurde am 25. April 2008 nach dem See Göygöl umbenannt. Sie wurde 1819 von den ersten deutschen Siedlern in Aserbaidschan als Helenendorf gegründet und aufgrund der deutschen Minderheit 1938 in Chanlar umbenannt. Im Jahre 1941 wurden deutsche Siedler von den sowjetischen Behörden nach Kasachstan umgesiedelt und deren Häuser auf Befehl von Anastas Mikojan Armeniern zur Verfügung gestellt. Das Göygöl Dövlət Təbiət Qoruğu (Göygöl-Nationalreservat) wurde 1925 um den See und seine Umgebung gegründet. Im Jahre 2008 wurde es zum Göygöl Milli Parkı (Göygöl-Nationalpark) hochgestuft.

## Allgemeines
Im Großraum Göygöl gibt es neunzehn Seen, darunter acht größere wie Maralgöl, Zelilgöl und Qaragöl. Er liegt etwa 1556 Meter über dem Meeresspiegel. Die Gesamtlänge beträgt etwa 6460 Meter, der See Göygöl selbst ist 2800 Meter lang auf einer Fläche von 0,79 Quadratkilometer und etwa 90 Meter tief. Aufgrund der Reinheit des Wassers lässt sich das Leben bis zu 8 bis 10 Meter unter der Wasseroberfläche sehr gut beobachten. Die Fauna des Sees ist relativ artenreich. Aufgrund der natürlichen Entstehung des Sees hat sich aus der Bachforelle (Salmo trutta fario) die Göygöl-Forelle entwickelt. Das Gebiet um den See ist für trockene Winter und milde bis warme Sommer bekannt. Die Niederschlagsmenge reicht von 600 bis 900 Millimeter. Nahe dem Göygöl befindet sich ein aserbaidschanisches Armeekorps. Während der Frühlings- und Sommersaison ist der See ein wichtiges Ziel für Touristen, darunter viele deutsche Staatsangehörige. Nahe dem See lebten einst viele Deutsche, viele Denkmäler deutscher Kultur sind erhalten sowie eine alte deutsch-lutherische Kirche aus dem Jahr 1854.

## Popkultur
Weil der See so schön und klar ist, gilt er als Inspiration vieler Romane, Gedichte und Musikbands.